# Грушанка зелёноцветковая
Груша́нка зелёноцветко́вая, или Грушанка зеленова́тая, или Грушанка зелёноцве́тная (лат. Pýrola chlorántha) — многолетнее травянистое растение; вид рода Грушанка семейства Вересковые.

## Ботаническое описание
Зимнезелёное растение до 30 см высотой, длиннокорневищное, розеточное, многолетнее. Цветоносные стебли ребристые.
Листья округлые, иногда немного сужены к верхушке, широкояйцевидные или широкоэллиптические, по краю у верхушки неясно зубчатые, кожистые тёмно-зелёные с более светлой сетью жилок, снизу светлее.
Кисть редкая, из двух — пяти (девяти) цветков 2—6 см длиной. Прицветники заострённые. Цветки 5—10 мм длиной, длиннее прицветника. Чашелистики около 1,5 мм длиной и шириной, широкояйцевидные, коротко заострённые, прижатые к венчику. Венчик 1—1,5 см в диаметре, зеленоватый, широко раскрытый. Лепестки 6—8 мм длиной и 4—6 мм шириной, яйцевидные. Столбик немного длиннее венчика, до 8 мм длиной, под рыльцем утолщённый, отогнут книзу. Несколько тычинок, отклонённых кверху.
Коробочки 3,5—6 мм длиной и 6—9 мм шириной, приплюснуто-шаровидные.

## Распространение и экология
- в России: Сибирь — Тюменская, Курганская, Омская, Томская, Кемеровская, Иркутская, Читинская области. Красноярский и Алтайский край, Республика Алтай, Тува, Бурятия, Якутия.
- в мире: Евразия (спорадически — в Германии[4]), Северная Америка[5][6].

## Охранный статус

### В России
В России вид входит в многие Красные книги субъектов Российской Федерации: Белгородская, Вологодская, Ивановская, Калужская, Кемеровская, Курская, Липецкая, Мурманская, Самарская и Саратовская области, а также республика Татарстан.
Растёт на территории нескольких особо охраняемых природных территорий России.

### На Украине
Решением Луганского областного совета № 32/21 от 03.12.2009 г. входит в «Список регионально редких растений Луганской области».
Также охраняется в соответствии с решениями областных советов на территориях Донецкой, Закарпатской, Львовской, Сумской и Харьковской областей.

## Классификация

### Таксономия
Pyrola chlorantha Sw., 1810, Kongl. Vetensk. Acad. Handl. , n.s., 31: 190
Вид Грушанка зелёноцветковая относится к роду Грушанка (Pyrola) подсемейства Pyroloidaea семейства Вересковые (Ericaceae) порядка Верескоцветные (Ericales). Таксономическая схема в соответствии с Системой APG IV по состоянию на декабрь 2023 года:
|  |                                      |  |                                   |                                   |                      |  | ещё 21 семейство | ещё 21 семейство  |                          |  |  |  | еще 3 рода                                                         | еще 3 рода                   |  |  |
|  |                                      |  |                                   |                                   |                      |  | ещё 21 семейство | ещё 21 семейство  |                          |  |  |  | еще 3 рода                                                         | еще 3 рода                   |  |  |
|  |                                      |  |                                   | порядок Верескоцветные            |                      |  |                  |                   | подсемейство Pyroloidaea |  |  |  |                                                                    | вид Грушанка зелёноцветковая |  |  |
|  |                                      |  |                                   | порядок Верескоцветные            |                      |  |                  |                   | подсемейство Pyroloidaea |  |  |  |                                                                    | вид Грушанка зелёноцветковая |  |  |
|  | отдел Цветковые, или Покрытосеменные |  |                                   |                                   | семейство Вересковые |  |                  |                   | род Грушанка             |  |  |  |                                                                    |                              |  |  |
|  | отдел Цветковые, или Покрытосеменные |  |                                   |                                   |                      |  |                  |                   |                          |  |  |  |                                                                    |                              |  |  |
|  |                                      |  | ещё 63 порядка цветковых растений | ещё 63 порядка цветковых растений |                      |  |                  | еще 8 подсемейств | еще 8 подсемейств        |  |  |  | еще 42 подтвержденных вида и 13 видов в статусе "неподтвержденных" |                              |  |  |
|  |                                      |  |                                   | ещё 63 порядка цветковых растений |                      |  |                  |                   | еще 8 подсемейств        |  |  |  |                                                                    |                              |  |  |

### Синонимы
- Pyrola chlorantha f. paucifolia (Fernald) Camp
- Pyrola chlorantha var. convoluta (W.P.C.Barton) Fernald
- Pyrola chlorantha var. paucifolia Fernald
- Pyrola chlorantha var. saximontana Fernald
- Pyrola convoluta W.P.C.Barton
- Pyrola oxypetala Austin ex A.Gray
- Pyrola solunica S.D.Zhao
- Pyrola virens Schweigg. & Körte
- Pyrola virens f. paucifolia (Fernald) Fernald
- Pyrola virens var. saximontana (Fernald) Fernald
- Pyrola virescens auct.
- Thelaia chlorantha (Sw.) Alef.